# Formica minuta
Formica minuta é uma espécie de formiga do gênero Formica, pertencente à subfamília Formicinae.